# 大田吉勝
大田 吉勝（おおた よしかつ）は、戦国時代から江戸時代初期の武将。徳川家康の家臣。

## 略歴
尾張水野氏との戦いである、石ヶ瀬の戦いや十八町畷の戦いで武功があった。永禄11年（1568年）掛川城攻めでは酒井重忠の推薦で火攻めを決行し、これを成功させている。元亀元年（1570年）姉川の戦いでは5つの首級をあげた。元亀3年（1572年）三方ヶ原の戦いでは遠江堀江城の加勢としてその本丸を守備し、武田軍が接近すると敵兵を矢で射倒した。その後、武田軍が三方ヶ原で徳川軍を粉砕したが、動揺せずに籠城を続けて後に家康に称された。その後も天正3年（1575年）長篠の戦い、小山城の戦い、天正6年（1578年）当目合戦など武田氏との戦いで武功を立てた。晩年は酒井氏に仕えた3男吉矩の元で過ごした。